# Dicranomyia (Dicranomyia) lawrencei
Dicranomyia (Dicranomyia) lawrencei is een tweevleugelige uit de familie steltmuggen (Limoniidae). De soort komt voor in het Afrotropisch gebied.